# Armstrong River (Victoria River)
Der Armstrong River ist ein Fluss im Nordwesten des australischen Territoriums Northern Territory. Häufig führt er in der Trockenzeit wenig oder gar kein Wasser.

## Geografie

### Flusslauf
Der Fluss entspringt in niedrigen Sandhügeln in einer Höhe von 280 m, rund 33 Kilometer östlich von Top Springs. Er fließt zunächst nach Westen und unterquert den Buchanan Highway und bald darauf den Buntine Highway unmittelbar südlich von Top Springs. Etwa 20 Kilometer westlich, an der Einmündung des Coolibah Creek, wendet er seinen Lauf nach Südwesten und mündet rund fünf Kilometer nördlich von Pigeon Hole, östlich des Gregory-Nationalparks, in den Victoria River.

### Nebenflüsse mit Mündungshöhen
- Wallawang Creek – 202 m
- Illawara Creek – 169 m
- Montejinni Creek – 157 m
- Coolibah Creek – 138 m
- Townsend Creek – 109 m[1]